# الحرب الباكستانية الهندية 1971
الحرب الباكستانية الهندية عام 1971م هي فترة تمثل صراعًا عسكريًا بين الهند وباكستان. ترى المصادر الهندية والمصادر البنغلاديشية والمصادر الدولية أن بداية الحرب كانت عملية تشنغيز خان (Chengiz Khan)، وهي الضربة الباكستانية الاستباقية في 3 من ديسمبر 1971م على 11 قاعدة جوية هندية. واستمرت فقط لمدة 13 يومًا وتعد واحدة من أقصر الحروب في التاريخ.
أثناء الحرب، اشتبكت القوات الهندية والباكستانية على الجبهتين الشرقية والغربية. وانتهت الحرب بعد توقيع قائد الجبهة الشرقية للقوات المسلحة الباكستانية على وثيقة الاستسلام، في 16 من ديسمبر 1971م تبعها انفصال باكستان الشرقية عن باكستان وإعلان دولة بنغلاديش المستقلة. تم اعتقال ما بين 90000 و93000 عضو في القوات المسلحة الباكستانية بما فيهم أفراد شبه عسكريين كسجناء حرب بواسطة الجيش الهندي وتشير التقديرات إلى أن ما بين 2 و3 مليون مدني تم قتلهم في بنغلاديش، واغتصاب ما يصل إلى 400 ألف امرأة من قبل القوات المسلحة الباكستانية، لا سيما البنغالية الهندوسية. نتيجة لهذا الصراع، فر ما بين 8 إلى 10 ملايين شخص من البلاد في ذلك الوقت للجوء إلى الهند المجاورة.

## الخلفية
اندلع الصراع بين الهند وباكستان بسبب حرب تحرير بنغلاديش، وهو صراع بين شعب باكستان الغربية المهيمن عادة وغالبية شعب باكستان الشرقية. واشتعلت حرب تحرير بنغلاديش بعد الانتخابات الباكستانية 1970م، والتي فاز فيها حزب رابطة عوامي الباكستاني الشرقي بـ 167 من 169 مقعدًا في باكستان الشرقية وقد حصل على أغلبية بسيطة في مجلس النواب 313 مقعدًا في مجلس الشورى (البرلمان الباكستاني). قدم زعيم حزب رابطة عوامي الشيخ مجيب الرحمن النقاط الست إلى رئيس باكستان وطالب بحقه في تشكيل الحكومة. وبعد رفض زعيم حزب الشعب الباكستاني ذو الفقار علي بوتو التنازل عن رئاسة الوزراء في باكستان لمجيب، دعا الرئيس يحيى خان الجيش، الذي يهيمن عليه باكستانيو الغرب، إلى قمع المعارضة.
بدأت الاعتقالات الجماعية للمعارضين، وجرت محاولات لنزع سلاح الجنود والشرطة الباكستانية الشرقية. وبعد عدة أيام من الضربات، شن الجيش الباكستاني حملة على دكا في ليلة الخامس والعشرين من مارس 1971م. وكان حزب رابطة عوامي منفيًا، وفر العديد من أفراده إلى المنفى في الهند. وتم القبض على مجيب الرحمن في ليلة 25-26 من مارس 1971م في الواحدة والنصف صباحًا تقريبًا. (وفقًا لأخبار الراديو الباكستاني في 29 من مارس 1971م) ونقله إلى باكستان الغربية. وكان الإجراء التالي يتمثل في تنفيذ عملية الكشاف، وهي عبارة عن محاولة لقتل النخبة الفكرية في الشرق.
في 27 من مارس 1971م، أعلن ضياء الرحمن، رائد في الجيش الباكستاني، استقلال بنغلاديش بالنيابة عن مجيب الرحمن. وفي أبريل، شكل زعماء رابطة عوامي حكومة في المنفى في بايدياناثتالا (Baidyanathtala) في ميهربور (Meherpur). ولقد انشقََّ أعضاء حركة بنادق باكستان الشرقية، وهي قوات شبه عسكرية، ليعلنوا العصيان. تتكون قوات بنغلاديش موكتي باهيني من نابوميتو باهيني (قوة نظامية) وغونو باهيني (قوة فدائية) وتشكلت تحت قيادة القائد الأعلى الجنرال محمد عطاول غاني عثماي.

## الحرب

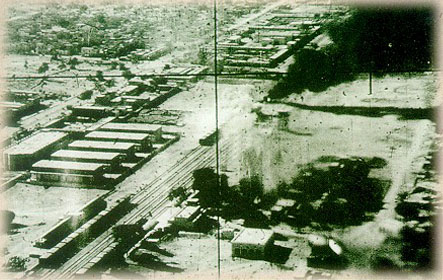
ديسمبر - غرب باكستان

بدأت الحرب بتصعيد سياسي صحبته عمليات عسكرية محدودة على الحدود استمرت ثمانية أشهر قبل أن يحدث الهجوم الشامل، وتتابعت الأحداث حيث في 23 نوفمبر / تشرين الثاني 1971، أعلن الرئيس الباكستاني يحيى خان حالة الطوارئ عقب أول هجوم هندي ذي شأن. في أول ديسمبر / كانون الأول:1971 قطعت الهند -بمساعدة «الموكتي باهيني» (أي فدائيو بنغلاديش) - خطوط السكك الحديدية بين العاصمة داكا وخولنا وشيتا كونغ الميناءين الرئيسيين على خليج البنغال وكوميلا قرب الحدود الشرقية بعدها اندلعت الحرب رسميا في 2 ديسمبر / كانون الأول 1971 حيث شنت القوات الهندية الجوية ضربات مركزة استهدفت مطارات وطائرات باكستان، واستمر القصف طوال يومي 2 و 3 حتى دُمرت معظم الطائرات الباكستانية وفرضت الهند سيطرتها الجوية في سماء باكستان الشرقية وبعد 3 أيام أي في 5 ديسمبر / كانون الأول 1971 أغرقت مجموعة قتال بحرية هندية المدمرتين الباكستانيتين خيبر وشاه جيهان، كما أعطبت سفينتين أخريين في معركة بحرية على بعد 20 ميلا من كراتشي، وأغرقت غواصة باكستانية وعلى متنها بحارتها الثمانون في خليج البنغال. في الغد 6 ديسمبر / كانون الأول 1971 ضربت الهند بلدة «جيسور» تمهيدا لانتقال حكومة بنغلاديش إليها من منفاها في كلكتا، وانقسم إقليم شيتا كونغ في الشرق إلى شطرين، واستطاعت القوات الهندية أسر السفينتين الباكستانيتين «مينيلوف» و «مينيليدي.» ولم ينته ذلك اليوم إلا وقد أمر الجنرال نيازي قائد القوات الباكستانية الشرقية قواته بالانسحاب الإستراتيجي العام وحاول مجلس الأمن الدولي في اليوم نفسه وللمرة الثانية خلال 24 ساعة استصدار قرار يدعو الهند وباكستان إلى وقف إطلاق النار وانسحاب القوات المسلحة لكل منهما من أراضي الطرف الآخر، لكن الاتحاد السوفياتي حال دون ذلك باستعماله حق النقض «الفيتو.» وكان هذا «الفيتو» بعدما رفض المجلس مشروع قرار للاتحاد السوفياتي يتضمن دعوة باكستان لوقف أعمال العنف في باكستان الشرقية وفي 8 ديسمبر / كانون الأول 1971، أحيلت القضية إلى الجمعية العامة للأمم المتحدة حيث لا يتمتع أي من الدول بحق النقض، فأصدرت قرارا بعد 24 ساعة يفرض على الهند وباكستان وقف إطلاق النار فورا وسحب القوات العسكرية من الأراضي التي احتلتها كل منهما. ولكن هذا القرار ظل دون تنفيذ وسارت الحرب الهندية الباكستانية حتى نهايتها ثم ما انقض يوم 10 ديسمبر / كانون الأول 1971 وما إن اتخذت القوات الباكستانية المنسحبة مواقعها حول داكا حتى بادرتها القوات الجوية الهندية بقصف شديد أدى إلى استسلام ألفي جندي وضابط باكستاني وفي 14 ديسمبر / كانون الأول:1971 وصلت طلائع الأسطول السابع الأميركي إلى خليج البنغال تتقدمها حاملة الطائرات الذرية «إنتر برايز» قادمة عبر مضيق ملقا وذلك سعيا منها لوضع حد لهذه الحرب المستعرة، ولكن بعد فوات الأوان، فقد أعلنت رئيسة وزراء الهند إنديرا غاندي أن «داكا مدينة حرة في وطن حر» وأخيرا في 16 ديسمبر / كانون الأول:1971 وقع قائد القوات الباكستانية الجنرال نيازي وثائق الاستسلام في داكا وتسلمها منه قائد القوات الهندية الجنرال أورورا.

## كتابات أخرى
- Haqqani، Hussain (2005). Pakistan: Between Mosque and Military. United Book Press. ISBN:978-0-87003-214-1. مؤرشف من الأصل في 2020-01-28.
- Ayub، Muhammad (2005). An army, its role and rule: a history of the Pakistan Army from Independence to Kargil, 1967–1999. RoseDog Books. ISBN:0-8059-9594-3, 9780805995947. مؤرشف من الأصل في 2020-01-28. {{استشهاد بكتاب}}: تأكد من صحة |isbn= القيمة: حرف غير صالح (مساعدة)
- Palit، D K (1972). The Lightning Campaign: The Indo-Pakistan War 1971. Compton Press Ltd. ISBN:978-0-900193-10-1. مؤرشف من الأصل في 2020-05-31.
- Saigal، J R (2000). Pakistan Splits: The Birth of Bangladesh. Manas Publications. ISBN:81-7049-124-X, 9788170491248. مؤرشف من الأصل في 2020-01-28. {{استشهاد بكتاب}}: تأكد من صحة |isbn= القيمة: حرف غير صالح (مساعدة)
- Hanhimäki، Jussi M. (2004). The Flawed Architect: Henry Kissinger and American Foreign Policy. Oxford University Press. ISBN:0-19-517221-3, 978-0-19-517221-8. مؤرشف من الأصل في 2020-01-28. {{استشهاد بكتاب}}: تأكد من صحة |isbn= القيمة: حرف غير صالح (مساعدة)
- Niazi، General A. A. K. (1999). Betrayal of East Pakistan. Oxford University Press. ISBN:0-19-579275-0, 9780195792751. مؤرشف من الأصل في 2020-01-28. {{استشهاد بكتاب}}: تأكد من صحة |isbn= القيمة: حرف غير صالح (مساعدة)
- Raja, Dewan Mohammad Tasawwar (2010). O GENERAL MY GENERAL (Life and Works of General M A G Osmany). The Osmany Memorial Trust, Dhaka, Bangladesh. ISBN:978-984-8866-18-4.
- Cilano, Cara، المحرر (2010). Special issue on 1971 War.

## وصلات خارجية
- Video of General Niazi Surrendering على يوتيوب
- A complete coverage of the war from the Indian perspective
- An Atlas of the 1971 India – Pakistan War: The Creation of Bangladesh by John H. Gill
- Actual conversation from the then US President Nixon and Henry Kissinger during the 1971 War – US Department of State's Official archive.
- Indian Army: Major Operations
- Pakistan: Partition and Military Succession USA Archives
- Pakistan intensifies air raid on India BBC
- A day by day account of the war as seen in a virtual newspaper.
- The Tilt: The U.S. and the South Asian Crisis of 1971.
- 16 December 1971: any lessons learned? By Ayaz Amir – Pakistan's Dawn (newspaper)
- India-Pakistan 1971 War as covered by TIME
- Indian Air Force Combat Kills in the 1971 war (unofficial), Centre for Indian Military History
- Op Cactus Lilly: 19 Infantry Division in 1971, a personal recall by Lt Col Balwant Singh Sahore
- All for a bottle of Scotch, a personal recall of Major (later Major General) C K Karumbaya, SM, the battle for Magura
- TIME Magazine article from 20 December 1971 describing the War
- TIME Magazine article from 20 December 1971 critical of the US policy during this war
- "The Rediff Interview/Lt Gen A A Khan Niazi". Rediff. 2 فبراير 2004. مؤرشف من الأصل في 2015-10-19.